# بنيامين ميتشل (تنس)
بنيامين ميتشل (بالإنجليزية: Benjamin Mitchell)‏ مواليد 30 نوفمبر 1992 في كوينزلاند، أستراليا، هو لاعب كرة مضرب أسترالي بدأ مسيرته كمحترف سنة 2008 يلعب باليد اليمنى ويحتل حالياً المرتبة 236 (18 يناير 2016) في تصنيف رابطة محترفي كرة المضرب. أعلى تصنيف له في الفردي كان 204. أعلى تصنيف له في الزوجي كان 303.

## الخط الزمني للفردي
مفتاح
| ف | ن | ن.ن | ر.ن | د# | د.م | ل | أ.أ | ت | غ | ب | ف | ذ | م.خ | ل.ت |

(ف) فاز بالبطولة (ن) وصل النهائي (ن.ن) نصف النهائي (ر.ن) ربع النهائي (د#) الأدوار الأربعة الأولى (د.م) دور المجموعات (ل) شارك في كأس ديفيز (أ.أ) خرج من الأدوار الاولى (ت) خسر التصفيات التأهيلية (غ) غاب عن الحدث أو البطولة (ب) حصل على ميدالية برونزية (ف) حصل على ميدالية فضية (ذ) حصل على ميدالية ذهبية (م.خ) بطولة الماسترز خُفضت إلى مرتبة أقل (ل.ت) البطولة لم تعقد في السنة المعينة.
لتجنب الارتباك وازدواجية الحساب، يتم تحديث هذه المعلومات إما في نهاية البطولة، أو عندما تكون مشاركة اللاعب في البطولة قد انتهت.
| الدورة             | 2010 | 2011 | 2012 | 2013 | 2014 | 2015 | 2016 | ف-خ |
| ------------------ | ---- | ---- | ---- | ---- | ---- | ---- | ---- | --- |
| دورات الجراند سلام |      |      |      |      |      |      |      |     |
| أستراليا المفتوحة  | ت1   | ت1   | د1   | د1   | ت1   | ت1   |      | 0–2 |
| فرنسا المفتوحة     | غ    | غ    | ت1   | غ    | غ    | ت1   |      | 0–0 |
| بطولة ويمبلدون     | غ    | غ    | ت1   | غ    | ت1   | ت2   |      | 0–0 |
| أمريكا المفتوحة    | غ    | غ    | غ    | غ    | ت1   | غ    |      | 0–0 |
| فوز-خسارة          | 0–0  | 0–0  | 0–1  | 0–1  | 0–0  | 0–0  |      | 0-2 |
| تصنيف نهاية العام  | 612  | 227  | 327  | 265  | 236  | 231  |      |     |

## روابط خارجية
- بنيامين ميتشل على موقع رابطة محترفي التنس (الإنجليزية)
- بنيامين ميتشل على موقع الاتحاد الدولي لكرة المضرب (الإنجليزية)
- بنيامين ميتشل على موقع خلاصة التنس.كوم (الإنجليزية)
- بنيامين ميتشل على موقع إي إس بي إن.كوم (الإنجليزية)